# MaXXXine
MaXXXine è un film del 2024 scritto, montato, prodotto e diretto da Ti West.
Terzo e ultimo capitolo della trilogia X, il film è il sequel di X: A Sexy Horror Story e di Pearl, entrambi diretti dallo stesso West. A differenza dei primi due film, che omaggiavano horror classici come Non aprite quella porta e Psyco, questo terzo capitolo ha uno stile vicino ai film film d'exploitation e agli horror degli anni Ottanta, ma ci sono riferimenti anche ai film di David Lynch.

## Trama
Los Angeles, California, 1985. Nel contesto del caso Night Stalker, un serial killer satanista, Maxine Minx fa un provino per il film horror The Puritan II, ottenendo il ruolo da protagonista nonostante abbia in curriculum solo una carriera nei film pornografici. Dà la buona notizia al suo amico Leon e alla collega Amber James, e quest'ultima la invita a una festa sulle colline di Hollywood, ma Maxine rifiuta. La ragazza poi si reca all'altro suo lavoro a un peep show, dove una misteriosa figura vestita in pelle la fissa. Lì incontra un'altra collega di film pornografici, Tabby Martin, che la invita a sua volta alla festa, ma Maxine rifiuta nuovamente. 
La figura misteriosa lascia a Maxine un nastro VHS, che contiene scene del film pornografico che lei e i suoi amici defunti hanno cercato di filmare sei anni fa. Chiede a Leon confuso se può aiutarla a scoprire da dove proviene il nastro. Nel frattempo, sulle colline di Hollywood, Tabby e Amber vengono uccise e i loro corpi vengono marchiati con iscrizioni sataniche. Maxine viene quindi invitata ad incontrare John Labat, un investigatore privato che la informa che i suoi crimini verranno rivelati a meno che non incontri il suo datore di lavoro quella stessa notte a un indirizzo su Starlight Drive. I detective del dipartimento di polizia di Los Angeles Williams e Torres interrogano Maxine sulla scomparsa di Tabby e Amber, ma lei si rifiuta di rispondere. 
Successivamente, vede Labat seguirla e lei lo attacca, avvertendolo di starle lontano. Ignorando la richiesta di Labat, Maxine trascorre la notte esercitandosi con le sue battute dalla sceneggiatura di The Puritan II. Nel frattempo, Leon viene assassinato nel negozio di video dove lavora. Gli investigatori insistono per ottenere la collaborazione di Maxine, ma lei continua a rifiutarsi di collaborare. 
Maxine parla con Teddy Knight, il suo agente, confessandogli i fatti accaduti anni fa e chiedendo aiuto. Teddy non riesce a trovare alcuna informazione su Labat ma decide comunque di aiutarla. Sul set di The Puritan II, Maxine incontra Molly Bennett, la protagonista del film precedente, che parla anche lei di una festa sulle colline di Hollywood. Poco dopo, Labat insegue Maxine attraverso gli studi Universal sotto la minaccia delle armi. Maxine si nasconde sul set della casa di Psycho e Labat viene portato fuori da una guardia di sicurezza. Quella notte, in una discoteca, Maxine si fa seguire da Labat, vittima di un'imboscata da parte di lei, Knight e del suo amico Shepard Turei, intrappolandolo all'interno della loro macchina, che viene schiacciata da un compressore. 
Alla fine, Maxine decide di visitare l'indirizzo fornito da Labat, mentre Torres e Williams la seguono. Lì trova il corpo smembrato di Molly Bennett e apprende che gli omicidi sono stati commessi da suo padre, Ernest Miller, un telepredicatore, con l'aiuto di alcuni membri fondamentalisti della sua congregazione. Miller gli dice che lui e il suo gruppo hanno filmato gli omicidi come un film snuff, con l'obiettivo di smascherare Hollywood per quello che dicono sia, ovvero un ambiente corrotto e peccaminoso. Credendo di poter ancora "salvare" Maxine, la legano a un albero per eseguire un esorcismo, che filmano anche. Torres e Williams interrompono la cerimonia, provocando una sparatoria in cui Miller viene ferito e i suoi seguaci uccisi. 
Mentre gli investigatori seguono Miller, Maxine riesce a liberarsi e si unisce all'inseguimento, in cui gli agenti vengono feriti a morte dal predicatore. Ora armata di fucile, Maxine affronta suo padre ai piedi dell'insegna di Hollywood, ma viene interrotta da un elicottero della polizia. Maxine ha la visione di essere diventata una persona popolare a cui viene riconosciuto il merito di aver fermato il culto di suo padre, partecipando alla premiere di The Puritan II e riferendo che la regista del film, Elizabeth Bender, realizzerà un film biografico su di lei. Nella realtà, Maxine spara a suo padre, dicendogli che le ha dato ciò di cui aveva bisogno: l'intervento divino. Un mese dopo, Maxine sta ancora lavorando a The Puritan II, sperando che il proprio successo non finisca mai.

## Produzione
Dopo il debutto di Pearl al Toronto International Film Festival nel settembre 2022 Ti West ha annunciato che un sequel del film era in produzione. Mia Goth è tornata ad interpretare il personaggio di Maxine, già interpretato nel film X: A Sexy Horror Story (2022), e ha lavorato al film anche in veste di produttrice esecutiva. 
Nell'aprile 2023 Elizabeth Debicki, Moses Sumney, Michelle Monaghan, Bobby Cannavale, Lily Collins, Halsey, Giancarlo Esposito e Kevin Bacon si sono uniti al cast.
Le riprese principali si sono svolte nell'arco di sette settimane a Los Angeles tra l'aprile e il maggio 2023.

## Promozione
Un primo trailer del film è stato pubblicato l'8 aprile 2024.

## Distribuzione
Il film è stato distribuito nelle sale nordamericane dal 5 luglio 2024; in Italia era previsto per il 21 agosto 2024, ed è stato poi distribuito da Lucky Red dal 28 agosto 2024.

## Accoglienza

### Incassi
Il film ha incassato 22057160 $, di cui 15097632 $ in Nordamerica.

### Critica
Su Rotten Tomatoes 284 critici esprimono un gradimento del 72%, su Metacritic il voto medio di 50 critici è di 64 su 100.
Carlo Valeri su Sentieri Selvaggi assegna al film 3,8 stelle su 5 e loda in particolare la performance di Mia Goth, ormai pronta a decollare «nell'iperuranio di Hollywood».

## Trasposizione letteraria
Nei primi mesi del 2025 è prevista la pubblicazione della trasposizione letteraria del film, scritta da Tim Waggoner.